# Zone
Zone är en ort och kommun i provinsen Brescia i regionen Lombardiet i Italien. Kommunen hade 1 049 invånare (2018).